# Henri de Maistre
Pour les articles homonymes, voir Maistre et Famille de Maistre (Savoie).
Henri de Maistre (1891-1953) est un peintre français de l'art religieux, aussi appelé art sacré.

## Biographie
Arrière petit-fils du général Rodolphe de Maistre et petit-fils de Charles de Maistre, Henri de Maistre est le fils de Rodolphe de Maistre, chef d'escadron, et de Marie Charlotte de Rosset de Létourville.
Il est l'élève de Maurice Denis qui lui confie en 1926 la direction des Ateliers d'art sacré qu'il dirige jusqu'en 1947. Il cherche à redévelopper l'esprit de la Renaissance et est influencé par Pierre Bonnard et Édouard Vuillard, tous deux, chef de file du mouvement Nabi qui revendiquait le caractère sacré de la peinture.
Henri de Maistre, réalisa des fresques d'art religieux, mais aussi des peintures profanes de paysages ou de natures mortes. Il est surtout devenu le grand spécialiste du grand décor religieux et de la peinture murale, ses tableaux décorent de nombreuses églises, dont :
- L'église de Saint-Germain-la-Blanche-Herbe près de Caen.
- L'église du Saint-Esprit à Paris, chapelle des Martyrs.
- La chapelle Notre-Dame du Salut de Fécamp, deux fresques du retable.
- L'église Sainte-Thérèse de Villejuif.

## Distinctions
- Chevalier de la Légion d'honneur (16 mars 1921)[2]
- Croix de guerre 1914–1918

## Œuvres
Henri de Maistre pensait que la liberté de créer était propre à l'art sacré, afin que l'artiste transmette son émotion et sa créativité, tout en respectant l'ordre et la rigueur du thème traité. Avant de peindre, il réalisait un très important travail préparatoire : esquisses, ébauches, études de composition et de coloration.
On lui doit aussi Bibliographie des travaux de M. Maurice Tourneux in-4 publié en 1910, éd. R. Paquet, Paris.

## Musées
- Musée des beaux-arts, Bernay
- Musée Fabre, Montpellier
- Musée Peské, Colioure
- Musée d'art moderne de Céret
- Musée Albert-André, Bagnols-sur-Cèze
- Musée des Années Trente, Boulogne-Billancourt
- Musée départemental Maurice-Denis « Le Prieuré », Saint-Germain-en-Laye
- La Piscine, Musée d'art et d'industrie, Roubaix
- Musée départemental de l'Oise, Beauvais